# Pachydrobia
Pachydrobia is een geslacht van weekdieren uit de klasse van de Gastropoda (slakken).

## Soort
- Pachydrobia paradoxa Crosse & P. Fischer, 1876